# فرودگاه زما لیک
فرودگاه زما لیک (به انگلیسی: Zama Lake Airport) یک فرودگاه خصوصی است که یک باند فرود آسفالت دارد و طول باند آن ۱۳۱۲ متر است. این فرودگاه در کشور کانادا قرار دارد و در ارتفاع ۳۷۹ متری از سطح دریا واقع شده است.